# Dead by April (album)
Dead by April is de naam van het debuutalbum van de Zweedse metalband Dead by April, uitgegeven op 13 mei 2009.

## Musici
De volgende musici speelden mee op dit album:
- Jimmie Strimell – zang
- Pontus Hjelm – gitaar, zang
- Johan Olsson – gitaar
- Marcus Wesslén – basgitaar
- Alexander Svenningson – drums

## Muziek
| Nr. | Titel                | Duur |
| --- | -------------------- | ---- |
| 1.  | Trapped              | 3:08 |
| 2.  | Angels of Clarity    | 3:41 |
| 3.  | Losing You           | 3:57 |
| 4.  | What Can I Say       | 3:08 |
| 5.  | Erased               | 3:26 |
| 6.  | Promise Me           | 3:34 |
| 7.  | Falling Behind       | 3:26 |
| 8.  | Sorry For Everything | 3:44 |
| 9.  | In My Arms           | 4:25 |
| 10. | Stronger             | 4:00 |
| 11. | Carry Me             | 3:48 |
| 12. | A Promise            | 3:37 |
| 13. | I Made It            | 3:49 |

| Nr. | Titel                                             | Duur |
| --- | ------------------------------------------------- | ---- |
| 14. | Leaves Falling (Limited Edition & UK bonus track) | 3:23 |
| 15. | My Saviour (UK bonus track)                       | 3:13 |
| 16. | Losing You (Alternatieve versie) (UK bonus track) | 3:30 |

## Bonusvideo's
- "Video Blog"
- "The Making Of"
- "Losing You" (Music Video)
- "Losing You" (Karaoke-versie)
- "Photo Slide" (Live foto's)
- "Interview"

## Ontvangst
Ultimate Guitar gaf het album een 8.8 gemiddeld uit 10.

## Hitnotering
Het album stond op nummer 2 van de Zweedse hitparade, met Relapse van Eminem op 3 en 21st Century Breakdown van Green Day op 1. In Nederland haalde het geen notering.